# La muchacha de las bragas de oro
La muchacha de las bragas de oro és una coproducció hispano-veneçolana de 1980 dirigida per Vicente Aranda i interpretada per Victoria Abril i Lautaro Murúa en els papers principals. Està basada en la novel·la homònima de Juan Marsé. Va ser rodada a Sitges i Barcelona.

## Argument
Estiu de 1976. Luis Forest (Lautaro Murúa) és un escriptor amb un passat polític falangista, que viu aïllat a Calafell, un poble de la costa catalana, escrivint les seves memòries (en realitat reescrivint-les i adaptant la seva biografia als nous temps), i pensant sobre el seu fracassat matrimoni. La seva germana (Hilda Vera) està preocupada per ell i decideix enviar a la seva filla Mariana (Victoria Abril) per saber: es troba. Mariana arriba al poble i sacseja l'estable món de Luis amb la seva personalitat lliure i desinhibida. Aviat comença un joc de seducció que acaba per desemmascarar el joc intel·lectual de Luis.

## Repartiment
- Lautaro Murúa: Luis Forest
- Victoria Abril: Mariana
- Hilda Vera: Mare de Mariana
- Perla Vonasek: Elmyr
- Pep Munné: jove Luis Forest
- José María Llana: José María Tey
- Isabel Mestres: Soledad
- Raquel Evans: Mari
- Consuelo de Neva: Tecla
- Palmiro Aranda: Metge de la ciutat
- Carlos Lucena: Jardiner
- David Durán: David
- Mercè Sans: Germana de Luis Forest